# Fakulteta za kemijo na Dunaju
Fakulteta za kemijo (izvirno nemško Fakultät für Chemie), s sedežem na Dunaju, je fakulteta, ki je članica Univerze na Dunaju.